# آدم زاغاييفسكي
آدم زاغاييفسكي هو مترجم ولغوي وكاتب وأستاذ جامعي وروائي وشاعر بولندي، ولد في 21 يونيو 1945 في لفيف في أوكرانيا، وتوفي في 21 مارس 2021 في كراكوف في بولندا.

## وصلات خارجية
- آدم زاغاييفسكي على موقع IMDb (الإنجليزية)
- آدم زاغاييفسكي على موقع الموسوعة البريطانية (الإنجليزية)
- آدم زاغاييفسكي على موقع مونزينجر (الألمانية)
- آدم زاغاييفسكي على موقع ديسكوغز (الإنجليزية)